# Eccica-Suarella
Eccica-Suarella (en cors Eccica è Suaredda) és un municipi francès, situat a la regió de Còrsega, al departament de Còrsega del Sud. L'any 1999 tenia 684 habitants.

## Demografia
| 1962 | 1968 | 1975 | 1982 | 1990 | 1999 |
| ---- | ---- | ---- | ---- | ---- | ---- |
| 296  | 313  | 329  | 503  | 570  | 684  |

## Administració
| Període | Identitat                   | Partit | Qualitat |
| ------- | --------------------------- | ------ | -------- |
| 2001-   | Paul-François Pellegrinetti | DVG    |          |